# Sartán
Los sartán son una raza imaginaria de la serie de libros El ciclo de la puerta de la muerte, parecidos a los humanos, pero a diferencia de los patryn, ellos no han vivido generaciones de supervivencia violenta.

## Historia

### Guerra Sartán-Patryn
Su historia es muy antigua. Hace mucho tiempo, tenían una raza enemiga, los Patryn, hasta que al final estalló una guerra. En esta guerra, los Sartán debieron tomar una decisión: separar el mundo en cuatro distintos para vencer. Por supuesto, esto dejó el inconveniente de qué hacer con sus enemigos. La solución llegó cuando propusieron crear un correccional para ellos: así fue como se creó el Laberinto. Todo esto se hizo desde la Sala de los Condenados o la Séptima Puerta. Desde ella se separó el mundo en cuatro por orden de Samah y crearon el Laberinto y el Vórtice, la entrada a la prisión. Pero, por supuesto, hubo algunos sartán que se negaron a dividir el mundo, pero fueron perseguidos y encerrados en el Laberinto junto a sus mortales enemigos. El único que pudo escapar fue Zifnab, pero huyó al mundo, donde se volvió loco a causa de la hectatombe.

### Cuatro mundos
Tras esto, los sartán se autonombraron dioses de las demás razas: los enanos, los elfos y los humanos. 

#### Chelestra
Los miembros del Consejo Sartán decidieron Chelestra como su base de operaciones principal. Pero el mundo tenía un fallo. A pesar de dejar el Sol en el centro del acuoso globo, se movía lentamente. Esto fue dado porque la magia de los sartán no afectaba al agua del océano y si eran mojados por esa agua, perdían sus capacidades mágicas por un tiempo.
Además del océano que anulaba sus poderes, la Onda creó a unas Serpientes malignas gigantes, a las que llamaron Serpientes Dragón. Estas serpientes nadaban por el océano y tenían un hambre insaciable. Además, conocían la existencia de la Puerta de la Muerte, pero no su funcionamiento y sólo podían entrar por ella si la abría otro. 
Samah, aterrado, decidió llamar a los sartán de otros mundos, pero nadie le respondió por tener sus propias dificultades, así que decidió cerrar la Puerta de la Muerte, pero no destruirla por si la necesitaban. Así que decidió entrar en un estado de animación suspendida junto a toda la población sartán para despertar en otro tiempo, cuando un sartán hubiera recibido el mensaje de ayuda. Sin embargo, el Sol errante, se fue del lugar y llenó de hielo El Cáliz, la base sartán, congelándolos a ellos y a las serpientes por muchos años.

#### Pryan
En Pryan, los sartán vivían con los mensch en las Ciudadelas. Aquí cabe destacar que, la Onda en un intento de equilibrar las cosas, creó a los dragones buenos para que mataran a las serpientes y dejaran de existir. Pero, como se cerró la Puerta de la Muerte, no pudieron ir a otro mundo y se quedaron en Pryan. Cuando las serpientes se quedaron congeladas, los dragones hicieron todo lo posible por esconderse.
Aquí, los sartán se dedicaban a mantener en funcionamiento las Cámaras de las Estrellas, que debía de colaborar junto a la Tumpa-Chumpa de Ariano para mandar energía a los demás mundos. Pero, al cerrarse la Puerta, la energía no pasaba a ningún sitio y la energía se almacenaba y las Cámaras no funcionaban, creando un gran resplandor que dejaba ciego a quien los mirara.
Encargado de dar calor y energía a los otros planetas no pudo cumplir su función.
Por otra parte, los mensch aumentaban en grupo y los sartán no se podían ocupar de todo, ya que su número disminuía rápidamente. Así que crearon a los titanes, unos gigantes con un primitivo conocimiento de la magia rúnica y muy poderosos. Estos cuidaban de los mensch y como eran ciegos, se ocuparon de las Cámaras de las Estrellas. Pero llegaron a ser tan poderosos que se rebelaron contra sus creadores. Tras esto, los mensch y los sartán huyeron de las Ciudadelas para internarse en la selva. Se supone que los sartán acabaron por desaparecer y las demás razas crearon sus reinos y jerarquías.

#### Ariano
En Ariano, las cosas iban mal. Mientras que el número de sartanes disminuía rápidamente, el de los mensch aumentaba rápidamente. Entonces, decidieron hacer algo. Llamarían a unos voluntarios para que se sometieran voluntariamente a un proceso de hibernación inducida en unas cámaras en el Reino Inferior, para ver si para cuando despertaran, habían encontrado una cura o el método de mejorar en su sociedad. Así que les metieron en las cámaras de hibernación e indicaron el camino con runas sartán. 
Para cuando su población desapareciera, les dejaron a los elfos, la raza de más confianza, un libro para que supieran usar la Tumpa-Chumpa y no hubiera escasez de agua. Pero sus planes se torcieron, pues los elfos y los humanos se hacían la guerra y mantenían a los enanos como esclavos y nunca supieron usar la Tumpa-Chumpa.

#### Abarrach
El mundo de Abarrach estaba compuesto de lava roca y fuego. Habitado por gigantescos Dragones que nadaban en el magma hirviente. Era el encargado de proveer de metales en bruto y elementos preparados para la fabricación. Al no recibir la energía necesaria desde el mundo de Pryan y debido a que los gases ponzoñosos de Abarrach requerían toda la atención de los Sartán, no pudieron proteger a los mensch
Dado las duras condiciones, los mensch fueron muriendo poco a poco al no poder adaptarse.
Solo los Sartán se mantuvieron a duras penas pues contaban con su magia que les ayudaba a limpiar el aire de las sustancias tóxicas. Sin embargo, esto les consumía mucha energía y no disponían de mensch para que les hicieran las labores del trabajo. Debido a ello tuvieron que recurrir a la nigromancia, prohibida tajantemente por las antiguas leyes sartán.
Este puñado de Sartanes que sobrevivió, practicó la Nigromancia extensivamente, reviviendo a todos aquellos que morían, hasta el punto que no revivir a un fallecido era considerado como una ofensa, practicando también este ritual incluso con sus propios familiares y manteniéndolos vivo-muertos.
Al usar la magia rúnica para resucitar a sus compañeros muertos pudieron prolongar su situación y sobrevivir, pero a costa de un gran precio. La población de sartán fue diezmando debido a su baja natalidad y a extrañas muertes. Poco a poco la proporción de resucitados comparada con la de vivos fue creciendo. Los muertos vivientes (sin gran parecido con su antigua vida y escasa inteligencia) hacían labores de todo tipo: desde vigilancia hasta las labores de trabajo.

## Magia rúnica
Todos los sartán poseen la capacidad de usar la magia rúnica. Su uso de las runas se tiene por ser más elegante que el uso patryn de las mismas. Consiste en cantar la cadena rúnica del hechizo modulando la voz y ejecutando complicados movimientos que en su conjunto afectan a la Onda de Probabilidades. En algunos casos, los sartán asocian permanentemente runas a determinados objetos o lugares, como cuando crean puertas encantadas o armas que a partir de ese momento pueden ser usadas por los mensch. Las runas sartán complementan a las patryn y se pueden usar para los mismos fines.
Las runas no se utilizan simplemente para la magia, sino que constituyen también su lenguaje. El idioma sartán (escrito en forma de runas o hablado) tiene la capacidad de evocar imágenes que transmiten la información a quien escucha o lee el mensaje. Los sartán más poderosos (como Samah) pueden regular las imágenes que los demás ven. Otros sartán (como Alfred) no tienen esa capacidad.

## Personalidad
Los sartán tienden a actuar en comunidad, tomando decisiones grupales más que personales, y generalmente tienen un Consejo regulador. Los sartán de Abarrach, no obstante, eran diferentes debido a la dureza de su mundo y se nos presentan en contraste con otros de su mismo pueblo, con una menor capacidad mágica, debido a que tienen que usarla principalmente para sobrevivir a la climatología de su mundo y a que a lo largo del tiempo sus conocimientos de la magia sartán se fueron diluyendo e incluso el idioma se vio afectado.
- Datos: Q11703621